# Мартинес-Ласаро, Эмилио
Эми́лио Марти́нес-Ла́саро То́рре (исп. Emilio Martínez-Lázaro Torre; род. 1945, Мадрид) — испанский кинорежиссёр и сценарист.
Учился в иезуитском колледже, позднее готовился стать промышленным инженером, но бросил занятия, чтобы изучать естественные науки в Мадриде. Был женат на испанской журналистке Соль Аламеде, у них есть общая дочь Клара.

## Награды
- «Золотой медведь» на 28-м Берлинском кинофестивале за фильм «Что сказал Макс» (1978)

## Фильмография
| Год  | Фильм                      | Оригинал                        |
| ---- | -------------------------- | ------------------------------- |
| 2014 | Восемь баскских фамилий    | Ocho apellidos vascos           |
| 2012 | Американские горки         | La montaña rusa                 |
| 2007 | 13 роз                     | Las 13 rosas                    |
| 2005 | Обе стороны постели        | Los 2 lados de la cama          |
| 2002 | Другая сторона постели     | El otro lado de la cama         |
| 2001 | Голос его хозяина          | La voz de su amo                |
| 1997 | Второстепенные дороги      | Carreteras secundarias          |
| 1994 | Худшие годы нашей жизни    | Los peores años de nuestra vida |
| 1991 | Люблю твою сладкую постель | Amo tu cama rica                |
| 1988 | Самая удивительная игра    | El juego más divertido          |
| 1985 | Лулу ночью                 | Lulú de noche                   |
| 1980 | Его золотые годы           | Sus años dorados                |
| 1977 | Что сказал Макс            | Las palabras de Max             |
| 1971 | Кровяной пирог             | Pastel de sangre                |